# Liberty Truck
Pour les articles homonymes, voir Liberty.

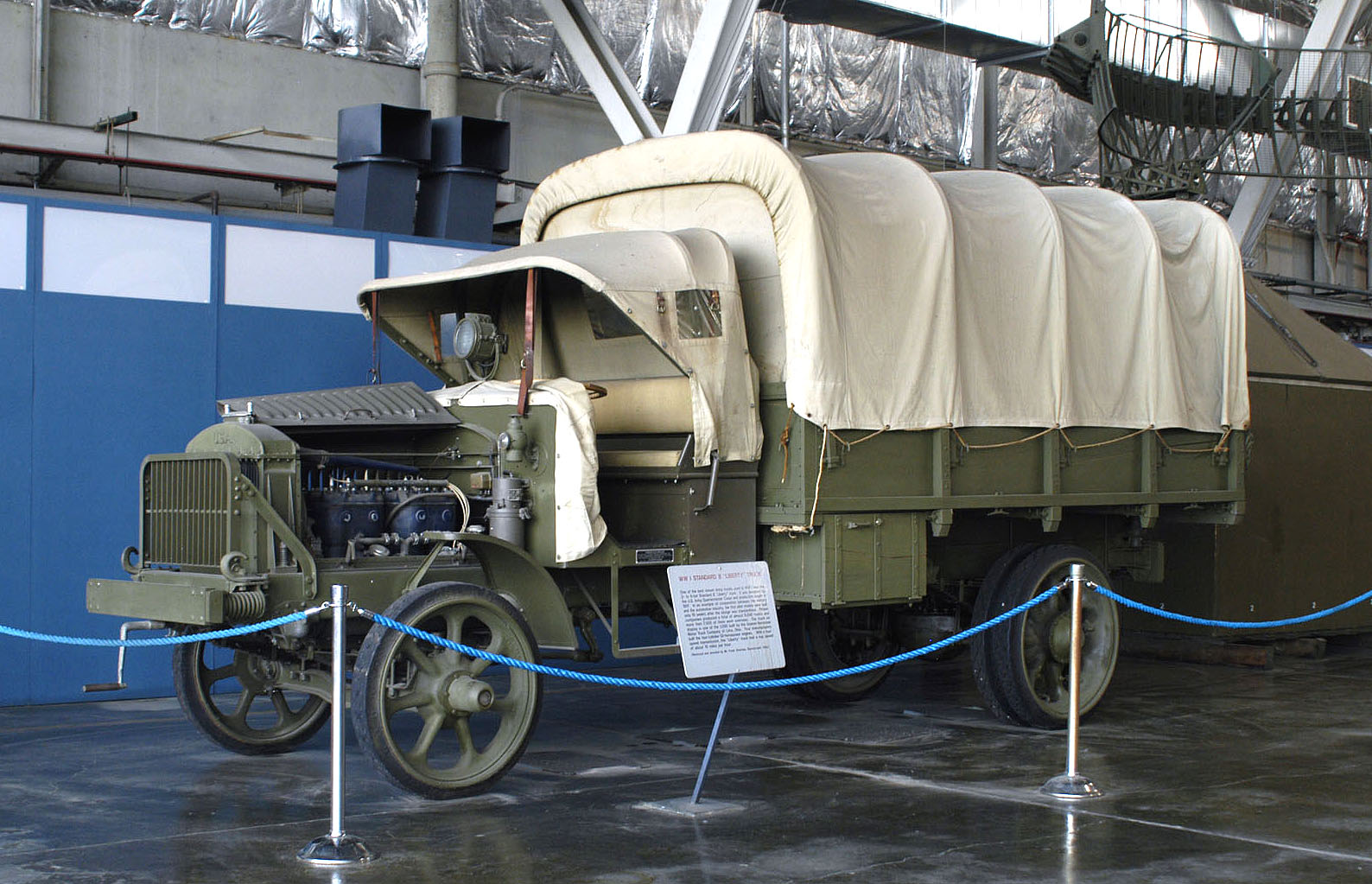
Liberty B Truck.

Liberty Truck, (Liberty) n'était pas officiellement une marque de camion de plein droit, mais le nom adopté pour un modèle standard de camion pour l'armée des États-Unis pendant la Première Guerre mondiale.

## Historique
En 1917 l'armée américaine dresse les plans d'un camion lourd standard de 3 à 5 tonnes avec une transmission à 4 vitesses, pour éviter les problèmes de pièces détachées hétéroclites qui exigent des stocks considérables.
(La demande était telle pendant la Première Guerre mondiale que plus de 8 000 Liberty furent envoyés en France et en Europe).
Après la guerre, plusieurs compagnies en Europe convertissent les camions à la vie civile, dont Louis Willème à Nanterre. En tout plus de 50.000 camions militaires furent envoyés au front.

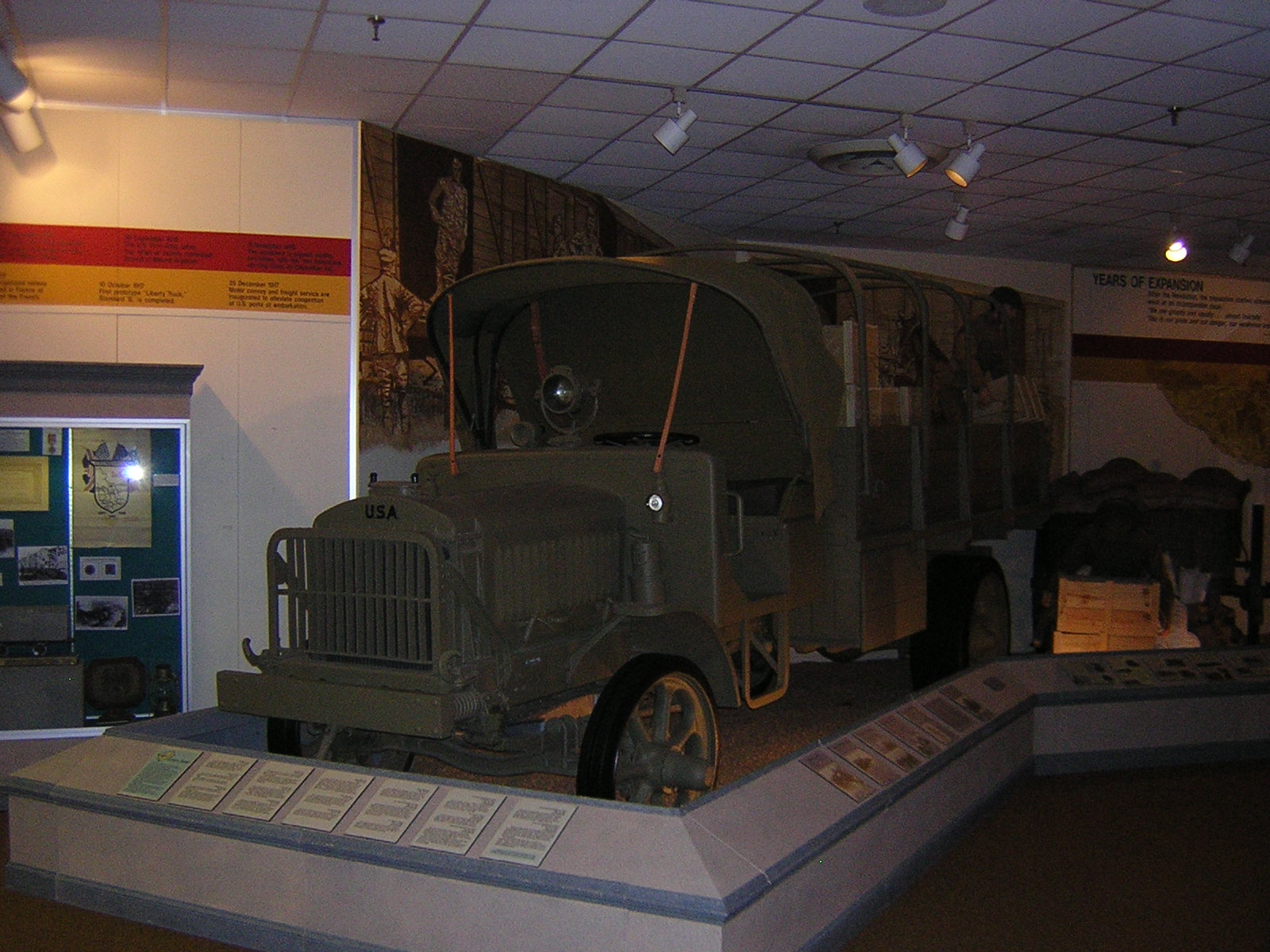
Camion de l'armée Américaine

## Constructeurs
Le Model B fut construit principalement par:
- Selden Motor (en) de Rochester, New York
- Pierce-Arrow de Buffalo, New York
- Republic Trucks (en) d'Alma, Michigan
- Bethlehem Trucks (en)
- Diamond T de Chicago, Illinois
- Brockway Motor de Cortland, New York
- Sterling Trucks
- White Motor de Cleveland, Ohio